# Bell (Hunsrück)
Pour les articles homonymes, voir Bell.
Bell (Hunsrück) est une municipalité du Verbandsgemeinde Kastellaun, dans l'arrondissement de Rhin-Hunsrück, en Rhénanie-Palatinat, dans l'ouest de l'Allemagne.

## Liens externes

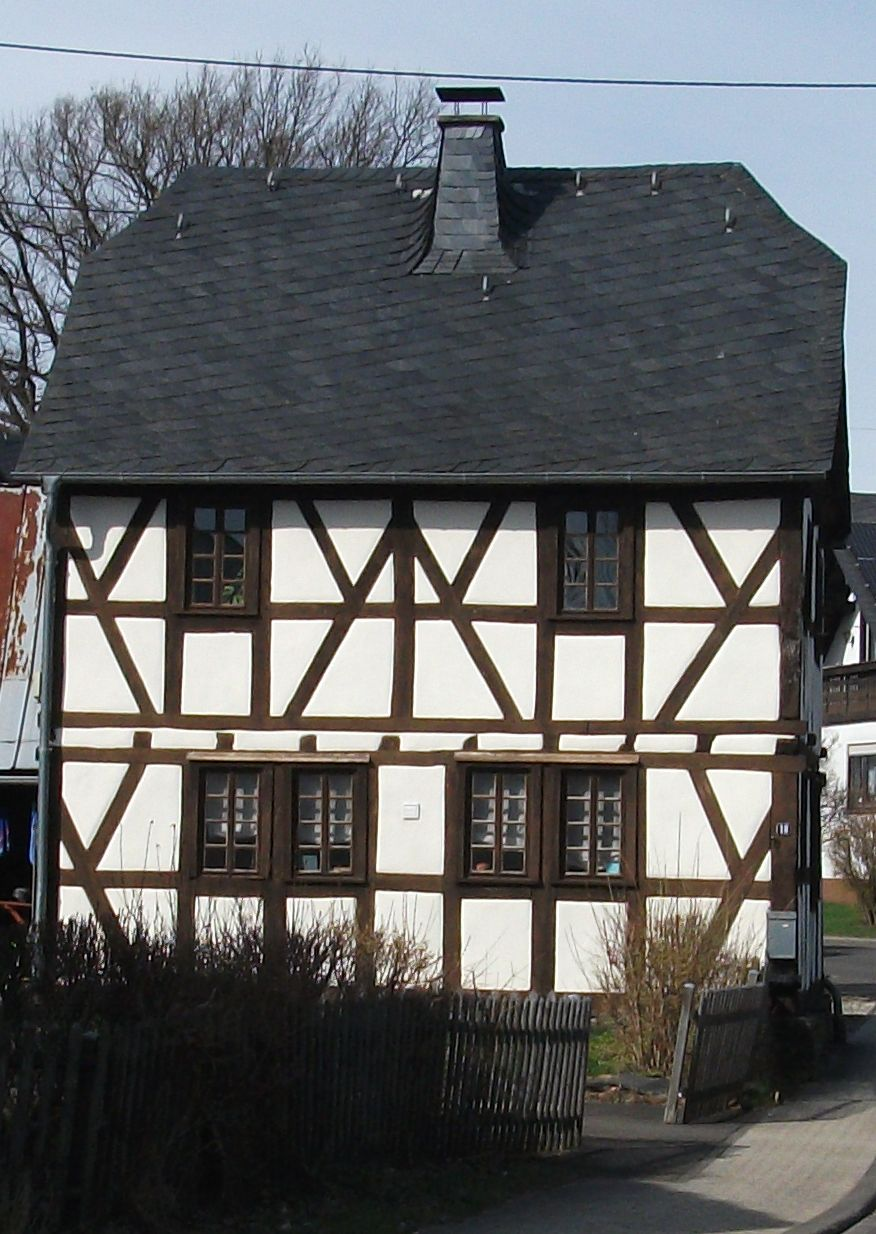
Maison en bois typique.

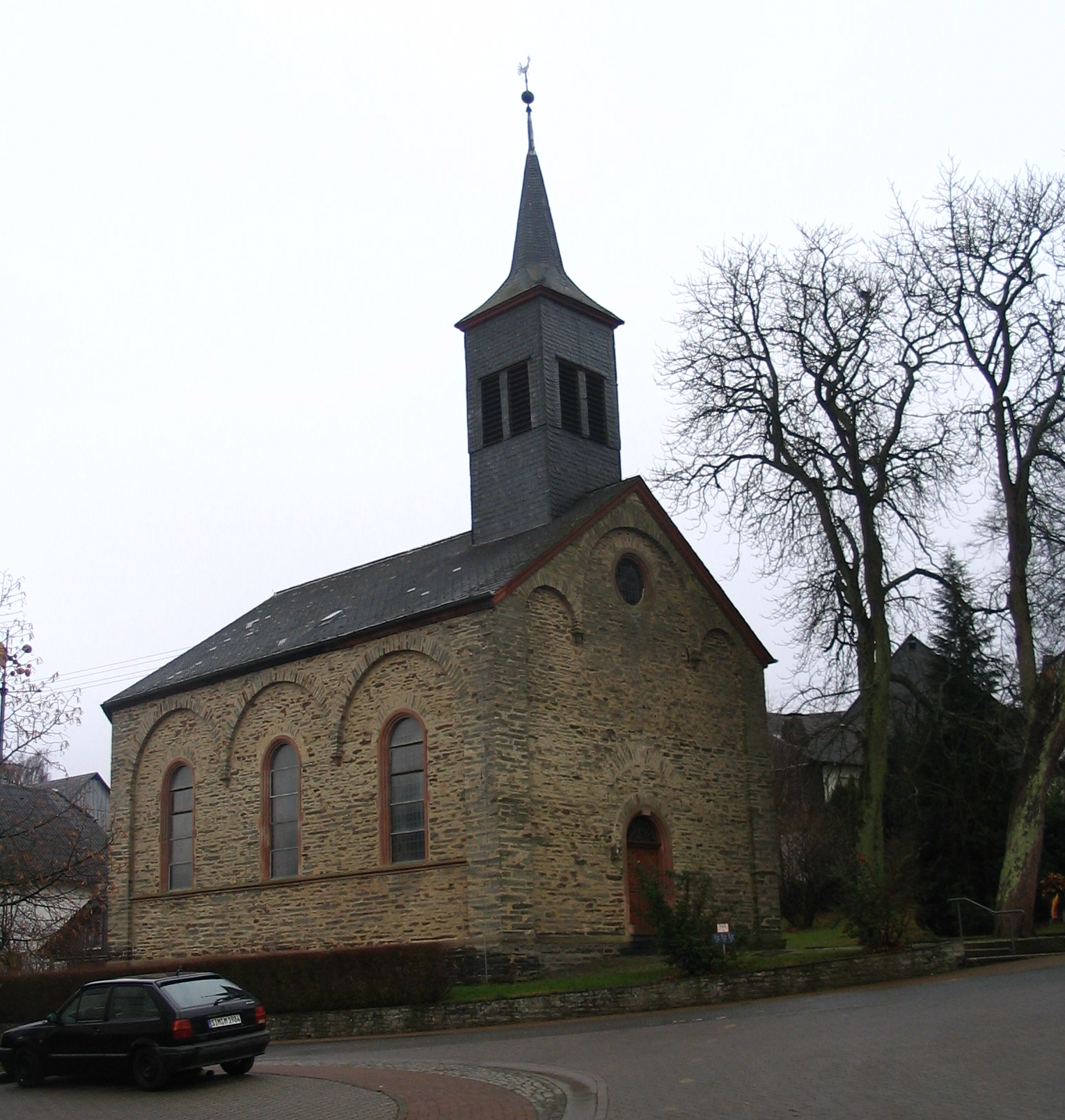
Église évangélique.